# Cavall Jomud
El cavall Jomud és una raça de cavall sella del Turkmenistan, procedent de l'antic i extingit cavall turcman. Es tracta d'una raça molt resistent i ben adaptada a la vida en el desert. S'usa com a muntura i com a cavall de tir lleuger.

## Història
Els cavalls Jomud són molt antics. Foren desenvolupats per la tribu Jomud a l'oasi de Tashauz (Daşoguz, "font de pedra" en turcman) a partir de cavalls turcmans, de manera semblant als Akhal-Teke. En el decurs del segle xiv la raça va rebre influència d'estalons àrabs. En els segles següents hi va haver aportacions de cavalls kazakhs, mongols, turcmans i Akhal-Teke.
L'any 1983, amb l'objectiu de preservar la raça, es crearen algunes eguassades. A partir d'una xifra inicial de 149 egües es pretenia mantenir un nucli de cria de l'ordre de 250 egües, suficient per a mantenir la viabilitat genètica. També es va fundar una parada al districte de Kyzyl-Atrek.

## Característiques

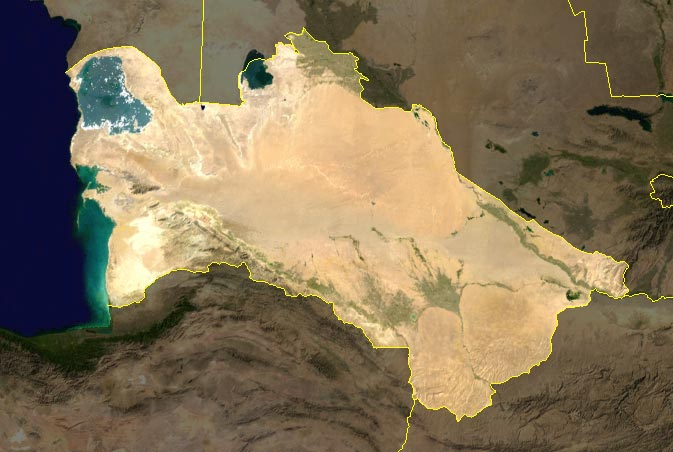
Mapa del Turkmenistan en vista de satèl·lit. L'oasi de Daşoguz és a la zona verda més al nord.

Els cavalls Jomud tenen una alçada de 145-152 cm. El cap és relativament lleuger amb perfil recte o lleugerament convex. El coll és bastant gruixut però ben format. Les espatlles mostren una inclinació correcta. El pit és ample i la creu ben marcada. El dors és llarg i recte, normalment amb una depressió cap a la creu. La gropa és inclinada. Les extremitats són musculoses, amb articulacions ben definides i tendons destacats. Els unglots són durs i ben formats.
Els pelatges habituals són el castany, el negre i l'alatzà. Amb un predomini de cavalls liarts (resultat de la combinació del patró liart i els pelatges "bàsics" esmentats). També hi ha pelatges diluïts crema (falb-crema, palomino…).
La raça mostra la influència de la regió desèrtica i semidesèrtica on es va desenvolupar. Els cavalls Jomud estan adaptats a les zones àrides amb poca aigua. Tradicionalment criats com a animals de gran resistència i amb una disposició natural al salt estan ben adaptats a les competicions modernes del tipus del concurs complet.
La raça Jomud fou emprada en el desenvolupament de la raça Lokai al Tajikistan.

## Documents sobre la tribu Jomud i els seus cavalls
La regió del Turkmenistan fou visitada en el segle xix per nombrosos exploradors o viatgers que podrien ser classificats com a espies. Alguns dels seus relats parlen dels cavalls turcmans, de les seves varietats i detalls sobre la cria, alimentació, entrenament i altres.

També són interessants altres documents en forma original o amb comentaris.